# Stokenham
Stokenham – wieś i civil parish w Anglii, w hrabstwie Devon, w dystrykcie South Hams. W 2001 miejscowość liczyła 1949 mieszkańców.